# Château de Montfand
Le château de Montfand est un édifice situé à Louchy-Montfand, en France.

## Localisation
Le château est situé sur la commune de Louchy-Montfand,  dans le département de l'Allier, en région Auvergne-Rhône-Alpes, au sommet d'une colline dominant la campagne environnante.

## Description
Le château rassemble les différents styles qui se sont succédé dans le Bourbonnais. L'entrée du château était défendue par deux tours, les murailles étaient garnies de créneaux. Seuls les bâtiments d'habitation ont été conservés. Trois corps de bâtiments s'ordonnent autour d'une cour intérieure. L'ancien donjon est prolongé par une aile remaniée au XVIIIe siècle. Le donjon est accessible par une porte en plein cintre accostée de deux pilastres supportant un entablement formé de deux corniches moulurées encadrant une frise nue. Présence de caves datant du XIe siècle, restes du château primitif.

## Historique
Les vestiges les plus anciens remontent aux XIe et XIIe siècles : caves, « cuisine romane ». Ce château ancien a été remplacé par une nouvelle construction au XVe siècle, qui a été remaniée du XVIe siècle au XVIIIe siècle.
Du milieu du XIIIe siècle à la fin du XIVe siècle, Montfand appartient à une famille qui en porte le nom. Ensuite, de nombreuses familles se succèdent à la tête de ce fief : du Peschin, Le Loup de Beauvoir (pendant deux siècles, du milieu du XVe siècle au milieu du XVIIe siècle), d'Alègre (cf. l'article Yves : Christophe d'Alègre de Viverols, fils d'Yves II), de Louan. De la fin du XVIIIe siècle à la fin du XIXe siècle, le château appartient aux Boucaumont.
L'édifice est inscrit au titre des monuments historiques en 1975.